# Lonchura cucullata
La nonnetta comune o rondinella del Senegal (Lonchura cucullata Swainson, 1837) è un uccello passeriforme appartenente alla famiglia degli Estrildidi.

## Tassonomia
Se ne riconoscono due sottospecie:

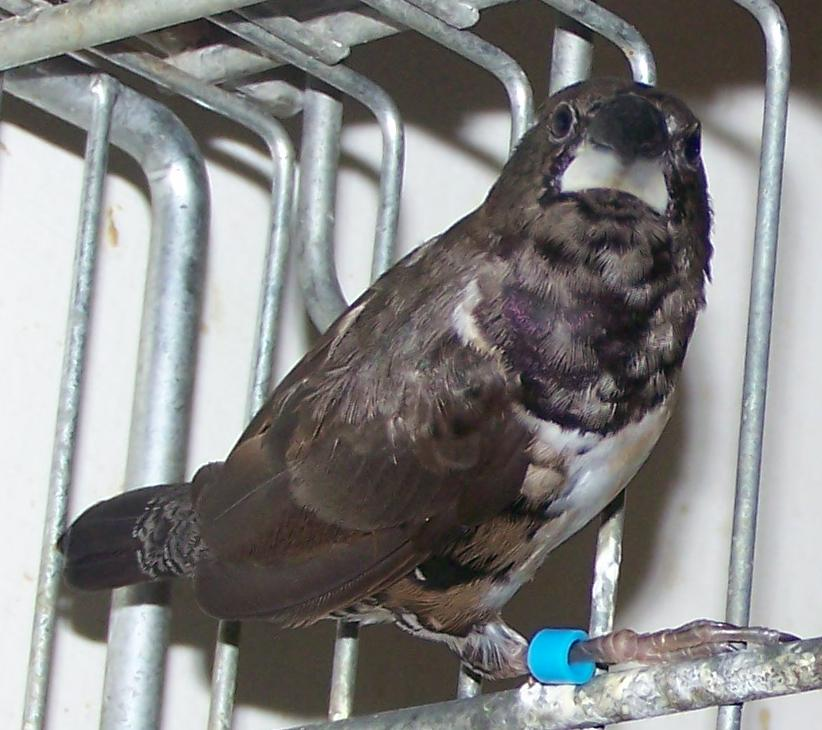
Giovane esemplare di nonnetta comune della sottospecie scutata.

- Lonchura cucullata cucullata, la sottospecie nominale, diffusa dalla Senegambia all'Uganda, oltre che sull'isola di Bioko;
- Lonchura cucullata scutata Heuglin, 1863, diffusa dall'Etiopia all'Africa meridionale, oltre che alle Comore, caratterizzata dalla colorazione generalmente più spenta ma più brillante sui fianchi, con iridescenze violacee anziché verdi ai lati del petto;

Il nome scientifico di questa specie, cucullata, deriva dal latino e significa "portatrice di cocolla", in riferimento alla caratteristica distribuzione della colorazione bruna in questi uccelli.

## Distribuzione e habitat
La specie è diffusa in gran parte dell'Africa subsahariana, dal Senegal all'Angola e ad est fino all'Etiopia meridionale e al Sudafrica: la si trova inoltre sull'isola di Bioko, a São Tomé e Príncipe e alle Comore, mentre è stata introdotta con successo a Porto Rico, dove è particolarmente abbondante nei pressi della capitale San Juan ed è nota col nome spagnolo di diablito, "diavoletto", per la sua vivacità.
Questa specie è un'abitatrice della savana e delle radure nella boscaglia, colonizzando anche le aree erbose lungo il corso dei fiumi e le coltivazioni: rispetto alla nonnetta bicolore mostra una maggiore preferenza per le aree aperte ed è ancora più tollerante alla presenza dell'uomo, spingendosi con maggiore frequenza fin nei centri abitati. Pur preferendo le aree pianeggianti al livello del mare, la nonnetta comune può essere osservata fino a 2000 m di altitudine.

## Descrizione

### Dimensioni
Misura al massimo 10 cm di lunghezza, coda compresa.

### Aspetto

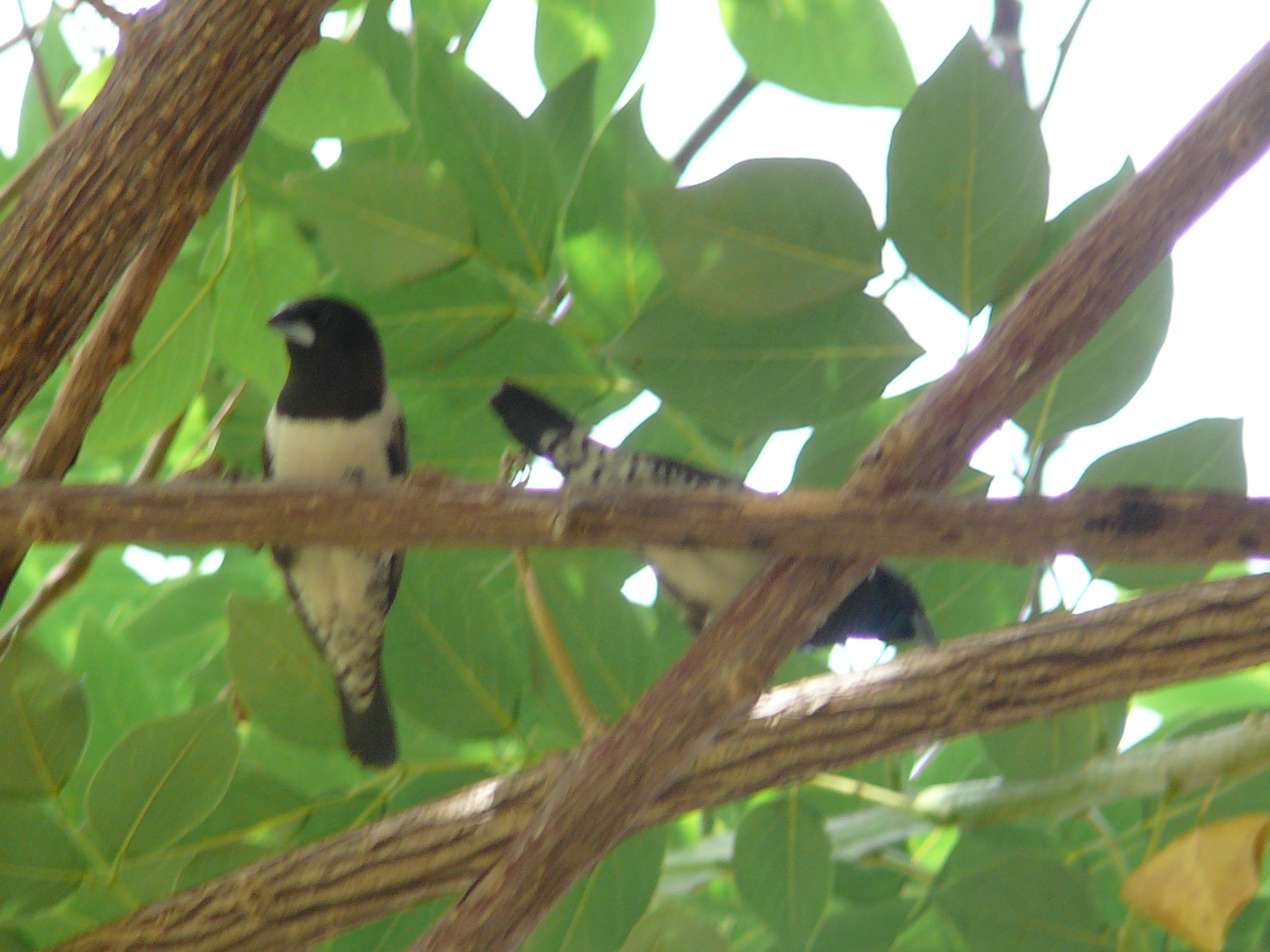
Coppia di nonnette comuni in Gambia.

Si tratta di un uccelletto piccolo e dall'aspetto robusto, munito di un becco tozzo e forte, di forma conica.

La livrea si presenta di colore bruno su testa, petto, dorso, e ali, mentre il ventre è di colore bianco-crema, così come il codione, i fianchi ed il sottocoda, sebbene in queste ultime tre parti siano presenti delle striature brune: sulla faccia, sulla coda e a livello dell'attaccatura dell'ala il colore bruno è più scuro, ed in quest'ultima parte possono essere osservate iridescenze verdastre o violacee a seconda della sottospecie. Gli occhi sono di colore bruno, il becco è nerastro superiormente e bianco-perlato inferiormente, le zampe sono di colore grigio-carnicino.

## Biologia
Si tratta di uccelli dalle abitudini diurne e gregarie, che si riuniscono in gruppi anche abbastanza consistenti i quali passano la maggior parte della giornata al suolo o fra l'erba alta alla ricerca di cibo, mentre sul far della sera essi cercano rifugio fra gli alberi.

### Alimentazione

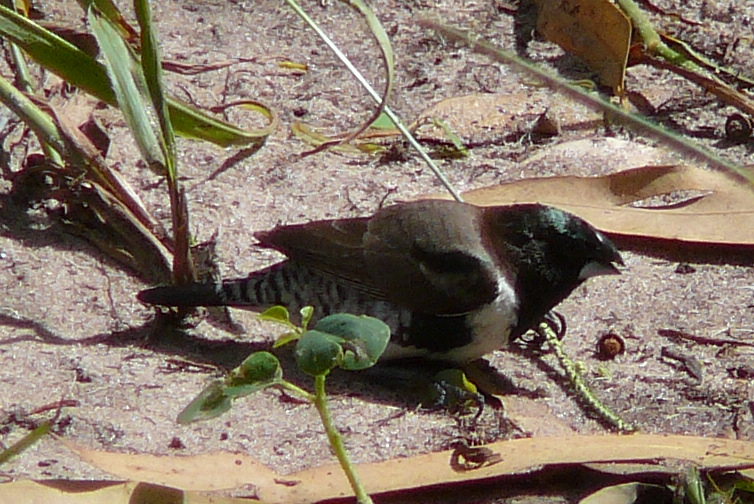
Una nonnetta comune si nutre al suolo.

L'alimentazione della nonnetta comune è principalmente granivora: questi uccelli si nutrono infatti di piccoli semi di graminacee e cereali, oltre che di altro materiale di origine vegetale (frutti, bacche, germogli) e di una quantità piuttosto consistente rispetto alle munie asiatiche di piccoli insetti, soprattutto termiti durante il periodo di sciamatura.

### Riproduzione

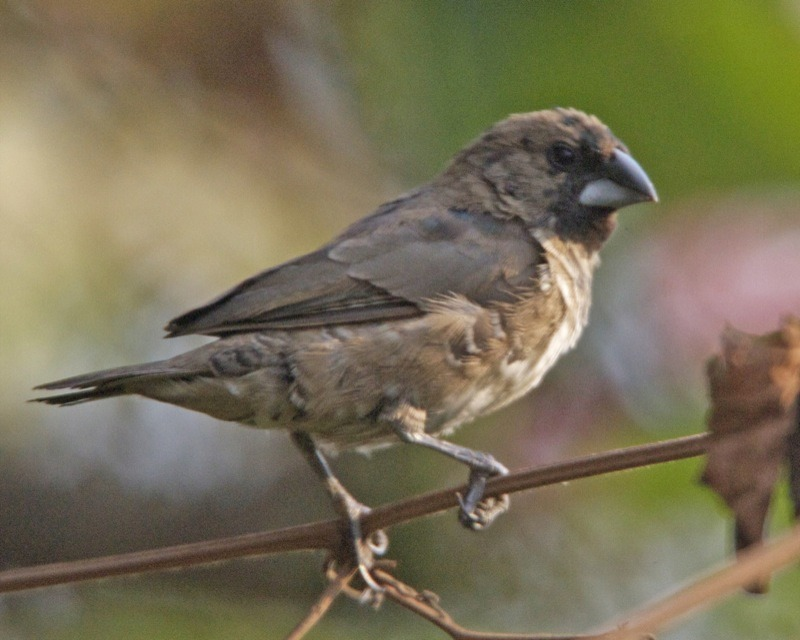
Un giovane di nonnetta comune della sottospecie scutata nei pressi dell'Hôtel des Mille Collines, in Ruanda.

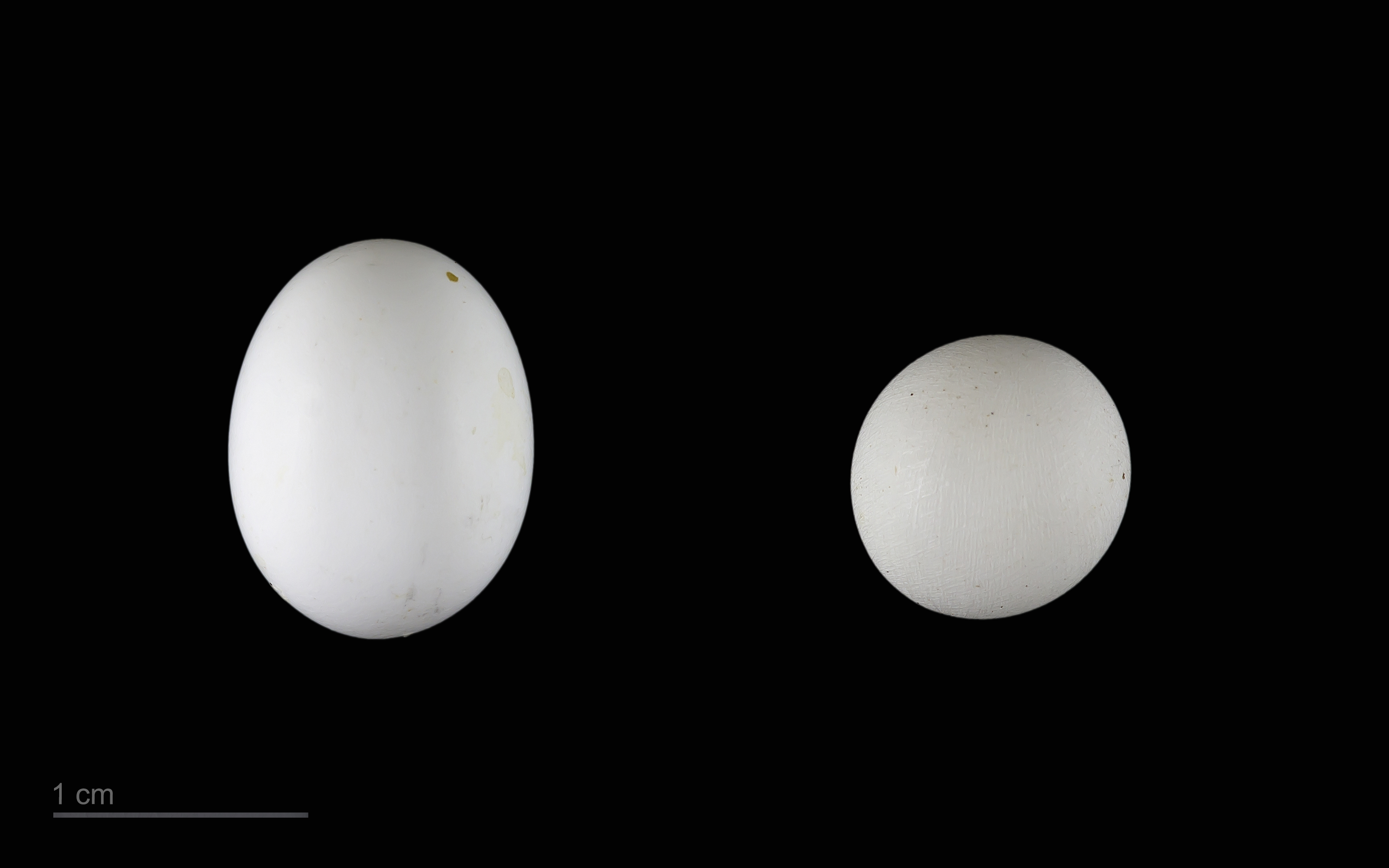
Uovo di Vidua macroura in un nido di Lonchura cucullata Museo di Tolosa

La stagione riproduttiva tende a coincidere con la fase finale della stagione delle piogge. I partner collaborano nella costruzione del nido, che viene ubicato nel folto della vegetazione fra i 2 ed i 2,5 m di altezza: spesso i nidi vengono costruiti nei pressi di formicai o vespai, così come sono state osservate coppie deporre all'interno di nidi abbandonati di uccelli tessitori. Il nido ha una struttura tondeggiante ed è costituito da steli d'erba, fibra di cocco ed altro materiale fibroso di origine vegetale intrecciati a formare una camera di cova centrale foderata di lanugine e piume, all'interno della quale la femminea depone da 3-6 uova biancastre che verranno covate da entrambi i sessi per 12-13 giorni. I pulli, ciechi ed implumi alla schiusa, vengono accuditi da ambedue i genitori e sono pronti per l'involo attorno ai 17-18 giorni di vita, sebbene tendano a tornare al nido per riposare durante la notte e a chiedere sporadicamente l'imbeccata ai genitori per circa altre due settimane prima di allontanarsene definitivamente.